# Weallup Lake
Weallup Lake és una concentració de població designada pel cens dels Estats Units a l'estat de Washington. Segons el cens del 2000 tenia 882 habitants.

## Demografia
Segons el cens del 2000, Weallup Lake tenia 882 habitants, 452 habitatges, i 273 famílies. La densitat de població era de 78,8 habitants per km².
Dels 452 habitatges en un 12,4% hi vivien nens de menys de 18 anys, en un 54,2% hi vivien parelles casades, en un 4% dones solteres, i en un 39,6% no eren unitats familiars. En el 33,6% dels habitatges hi vivien persones soles el 14,4% de les quals corresponia a persones de 65 anys o més que vivien soles. El nombre mitjà de persones vivint en cada habitatge era d'1,95 i el nombre mitjà de persones que vivien en cada família era de 2,44.
Per edats la població es repartia de la següent manera: un 13,4% tenia menys de 18 anys, un 3,9% entre 18 i 24, un 18,5% entre 25 i 44, un 36,5% de 45 a 60 i un 27,8% 65 anys o més.
L'edat mediana era de 55 anys. Per cada 100 dones de 18 o més anys hi havia 104,8 homes.
La renda mediana per habitatge era de 35.143 $ i la renda mediana per família de 45.375 $. Els homes tenien una renda mediana de 37.426 $ mentre que les dones 36.667 $. La renda per capita de la població era de 22.390 $. Aproximadament l'1,2% de les famílies i el 3,8% de la població estaven per davall del llindar de pobresa.

## Poblacions més properes
El següent diagrama mostra les poblacions més properes.